# ʿAbd
ʿAbd (arabisch عبد, DMG ʿAbd, pl. عبيد / ʿAbīd oder عباد / ʿIbād) ist ein Bestandteil arabischer Personennamen mit der Bedeutung „Diener“, „Knecht“ oder „Sklave“. Abd ist Bestandteil des Namens Abdallah („Diener Gottes“) und steht zudem bei muslimischen Personennamen in einer Genitivverbindung vor einem der 99 Namen Gottes. 
Im Koran oder der Sunna des Propheten tritt das Wort Abd häufig in wörtlicher Bedeutung „Diener“ auf.